# Japanskt jätteostron
Japanskt jätteostron (Magallana gigas, tidigare: Crassostrea gigas) är ett ostron som ursprungligen kommer från västra Stilla havet, men som genom odling har introducerats även till andra delar av världen, däribland till europeiska vatten. Det är det mest odlade och ekonomiskt viktigaste ostronet i världen. Ostronet odlas ofta eftersom det både har egenskapen att vara snabbvuxet och är tåligt mot sjukdomar. I en del områden där ostronet har inplanterats har det etablerat naturliga bestånd och kommit att betraktas som en invasiv art. Japanska jätteostron kallas även för stillahavsostron och på restauranger serveras de ofta som "fine de claire".

## Kännetecken
Det japanska jätteostronet har i jämförelse med det europeiska ostronet (Ostrea edulis) en mer långsträckt form. Ostronens utseende kan dock variera beroende på deras levnadsmiljö, till exempel vilket underlag de sitter på och om de sitter fritt eller många tätt tillsammans. Ostron som sitter tätt blir taggigare och mer avlånga är ostron som sitter fritt. De fullvuxna ostronen blir mellan 8 och 40 centimeter långa. Exemplar större än 30 centimeter är dock ovanliga, oftast är storlek upp till omkring 20 centimeter. Skalets halvor har något olika form, den undre halvan är skålformad medan den övre är mer konkav. Kanten är vågig och ofta mycket vass. Ett kännetecken är att skalet har purpurfärgade streck, vilka är tydligast på yngre ostron som är under 5 centimeter stora.

## Utbredning
Ostronets ursprungliga utbredning är havsområden i västra Stilla havet, utanför Kina, Korea och Rysslands östra kust samt omkring Japan. För odling har ostronet införts till andra områden, som Nordamerikas västkust, Sydafrika, Australiens sydvästkust, Nya Zeeland och västra Europas kusttrakter, inklusive omkring Brittiska öarna, norrut till Norge och längs Sveriges västkust. Ostronet finns även i Medelhavet.

## Levnadssätt
Japanskt jätteostron har ett frisimmande larvstadium och lever som fullvuxen fastsittande på klippor eller stenar och andra fasta underlag, däribland även andra ostron och blåmusslor, men kan också hittas på sandiga eller leriga bottnar. Ostronen kan bilda rev. Vanligen lever de på ganska grunda vatten, men kan leva ner till 40 meters djup. Ostronet är tåligt och klarar vattentemperaturer från minus 5 grader till plus 35 grader och en salthalt på 10 till 40 promille. För reproduktionens skull behövs en vattentemperatur på minst 20 grader. Om vattentemperaturen går över 26 grader påverkas reproduktionen negativt. Salthalten bör för en så framgångsrik reproduktion som möjligt vara mellan 23 och 36 promille.
Det japanska jätteostronet kan växa till 7–10 centimeter storlek under det första levnadsåret och även fortplanta sig redan under detta år om förutsättningarna för det är de rätta. Ostronet har förmågan att byta kön och om det är en hane eller en hona beror ofta på levnadsvillkoren. Ostronen livnär sig som filtrerare och när det finns gott om föda blir fler musslor honor medan sämre tillgång på föda gör att fler musslor blir hanar. Orsaken är att det kräver mer energi att bilda ägg än spermier. Därtill finns även ostron som är hermafroditer, det vill säga både hane och hona.

## Fångst

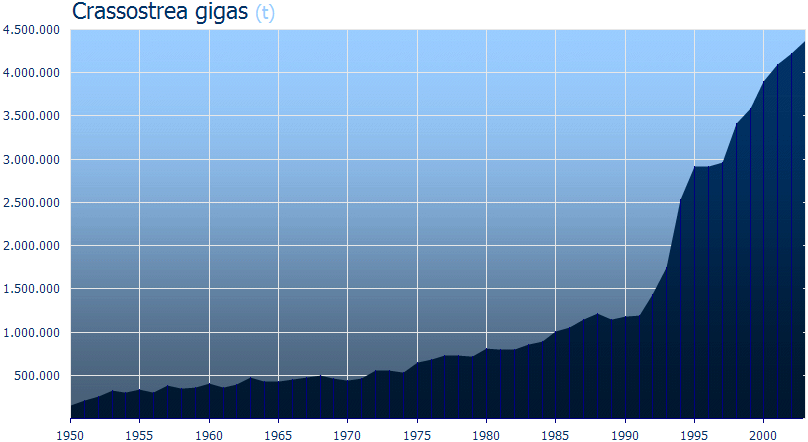
Fångst av japanskt jätteostron från 1950 fram till 2000-talet i ton.

### Sverige
I Sverige är det enligt fiskelagen otillåtet för allmänheten att fånga ostron från stranden och 200 meter ut i vattnet utan fiskerättsinnehavarens tillstånd, vanligtvis markägaren. Syftet med lagen var att skydda de inhemska skandinaviska ostronen, inte de japanska jätteostronen, men som lagen är utformad gäller det samtliga ostron. Sedan 2010-talet har det diskuterats kring en lagändring. Om man kunde ta till vara ostronen i Sverige skulle Sverige vara självförsörjande på ostron och inte behöva importera ostronen från exempelvis Frankrike.

## Som livsmedel
Ostronen är klimatvänliga att förtära. Tillgången är god och ostronen kräver ingen särskild föda, utan livnär sig på förbipasserande plankton. De är fettsnåla samt innehåller höga halter av vitamin B12 och olika mineraler, samt vissa fettsyror som omega-3-fettsyror. I tester har ostron visat sig vara nyttigare än sill och makrill. Exempelvis i delar av USA är ostron vardagsmat.